# Gábriel Steiner
Gábriel Steiner, též Gábor Steiner (9. září 1887 Komárno – 8. října 1939 či 1942 Buchenwald), byl československý politik, meziválečný poslanec a senátor Národního shromáždění za Komunistickou stranu Československa.

## Biografie
Od třinácti let pracoval jako tiskařský učeň v Budapešti. Od roku 1906 se angažoval v sociální demokracii. Během Maďarské republiky rad působil jako komisař pro zásobování. Po porážce republiky rad byl uvězněn režimem Miklóse Horthyho. Uprchl do Československa, kde se angažoval v levé frakci maďarské sociální demokracie, později v KSČ. Patřil mezi její zakládající členy, od roku 1929 byl členem ústředního výboru. Ve 20. letech byl vězněn pro politickou činnost. V parlamentních volbách v roce 1925 získal poslanecké křeslo v Národním shromáždění. Mandát obhájil v parlamentních volbách v roce 1929.
Podle údajů k roku 1930 byl profesí tiskařem v Komárně.
Později přešel do horní parlamentní komory. V parlamentních volbách v roce 1935 získal senátorské křeslo v Národním shromáždění. V senátu setrval do prosince 1938, kdy jeho mandát zanikl v důsledku rozpuštění KSČ.
Angažoval se v pomoci španělským republikánským silám během tamní občanské války. 30. března 1939 byl zatčen nacistickými úřady v Praze a poslán do vězení v Drážďanech, pak do koncentračního tábora Dachau. Podle jiného zdroje byl zatčen v říjnu 1939 a vězněn na Pankráci a v Buchenwaldu. Byl zastřelen v Koncentračním táboře Buchenwald. Zdroje uvádějí jeho smrt v roce 1939 nebo 1942. V roce 1959 po něm byly pojmenovány loděnice v Komárně.